# Mount Galla
Mount Galla ist ein 2520 m hoher und mit einer Schneehaube versehener Berg im Marie-Byrd-Land. Er ragt aus dem vereisten Usas Escarpment 50 km östlich des Mount Petras auf.
Der United States Geological Survey kartierte ihn anhand eigener Messungen und mithilfe von Luftaufnahmen der United States Navy zwischen 1959 und 1965. Das Advisory Committee on Antarctic Names benannte den Berg 1962 nach Edward John Galla (1930–2008) von der United States Navy, Arzt und Leiter der Unterstützungsmannschaft auf der Byrd-Station im Jahr 1959.